# По зову сердца
«По зову сердца» — советский цветной широкоэкранный художественный фильм, снятый режиссёрами Суламифьей Цыбульник и Галиной Шигаевой по мотивам одноимённой автобиографической повести командира взвода противотанковых орудий Тамары Александровной Сычевой на Киевской киностудии им. А. П. Довженко в 1985 году.
Премьера фильма состоялась 4 августа 1986 года. Прокат — 3,5 млн зрителей.

## Сюжет
Во время Великой Отечественной войны Тамара становится бесстрашным боевым офицером, узнаёт о предательстве своего мужа, который спрятался у другой женщины. После его возвращения, она не прощает его и он вынужден уйти из её жизни навсегда.

## В ролях
- Ольга Битюкова — Тамара Зернова
- Юрий Григорьев — Пётр Трофимов
- Дмитрий Брусникин — Григорий Зернов
- Ольга Сумская — Катерина
- Михаил Голубович — Онищенко, сержант, помкомвзвода
- Василий Петренко — Дробот, рядовой, бывший уголовник
- Сергей Чурбаков — Поликашкин, рядовой
- Павел Кормунин — Сергей Иванович, начальник артучилища, полковник
- Андрей Градов — начальник штаба
- Николай Олейник — однорукий майор
- Алёна Костылева — Оленька

## Съёмочная группа
- Режиссёры: Галина Шигаева, Суламифь Цыбульник
- Сценаристы: Борис Васильев, Кирилл Рапопорт
- Операторы: Михаил Иванов, Игорь Мамай
- Художник: Евгений Стрилецкий
- Звукорежиссёр: Татьяна Чепуренко
- Композитор: Александр Злотник